# Kristaps Porziņģis
Kristaps Porziņģis (IPA: [ˈkris.taps ˈpuɔr.ziɲ.ɟis]; Liepāja, 1995. augusztus 2. –) lett válogatott kosárlabdázó, a Boston Celtics játékosa a National Basketball Associationben (NBA). Az NBA egyik legmagasabb aktív játékosa, 221 cm, a center és az erőcsatár posztokon is tud játszani.
Liepāja városában született, a Sevilla csapatában kezdte meg pályafutását 2012-ben, 17 évesen. Gyorsan kulcsfontosságú játékos lett a csapatban, 2013-ra már a felnőtt csapat legjobbja volt. 2015-ben, 19 évesen az EuroKupa legjobb fiatal játékosának nevezték, a legfiatalabbként, aki elnyerte a díjat. A következő nyár során bejelentette, hogy részt vesz az NBA-drafton, ahol a negyedik helyen választotta a New York Knicks. Egy, Michael Rapaport Knicks-rajongó által posztolt videó következtében beceneve szurkolói körökben Tingus Pingus lett.
A New York-i csapat a jövője egyik legfontosabb játékosának tekintette és 2018-ban All Star is lett. Mindezek ellenére a csapat vezetőségével sok mindenben nem értett egyet, így a Knicks 2019-ben megszabadult tőle és a Dallas Mavericks csapatába küldte. Texasban nagyon sokat sérült volt és teljesítményei se feleltek meg, így 2022-ben a Washington Wizardshoz küldték. Itt ismét jól kezdett játszani és 2023-ban a Boston Celtics csapatánál kötött ki, azt követően, hogy a Wizards fiatalítani akarta keretét.

## Statisztika

### Európa
Liga ACB
| Év        | Csapat             | JM | KM | JP/M | MG%  | 3P%  | BD%  | LP/M | GP/M | L/M | B/M | P/M  |
| --------- | ------------------ | -- | -- | ---- | ---- | ---- | ---- | ---- | ---- | --- | --- | ---- |
| 2012–2013 | Cajasol Sevilla    | 7  | 0  | 14,9 | .500 | .500 | .667 | 0,7  | 0,0  | 0,3 | 0,1 | 2,6  |
| 2013–2014 | Cajasol Sevilla    | 32 | 32 | 14,9 | .476 | .333 | .607 | 2,8  | 0,3  | 0,6 | 0,9 | 6,7  |
| 2014–2015 | Baloncesto Sevilla | 34 | 34 | 21,7 | .471 | .313 | .774 | 4,8  | 0,4  | 0,9 | 1,0 | 10,7 |
| Karrier   | Karrier            | 73 | 67 | 17,3 | .474 | .326 | .730 | 3,5  | 0,3  | 0,7 | 0,9 | 8,2  |

### NBA

#### Alapszakasz
| Év         | Csapat             | JM  | KM  | JP/M | MG%  | 3P%  | BD%  | LP/M | GP/M | L/M | B/M | P/M  |
| ---------- | ------------------ | --- | --- | ---- | ---- | ---- | ---- | ---- | ---- | --- | --- | ---- |
| 2015–2016  | New York Knicks    | 72  | 72  | 28,4 | .421 | .333 | .838 | 7,3  | 1,3  | 0,7 | 1,9 | 14,3 |
| 2016–2017  | New York Knicks    | 66  | 65  | 32,8 | .450 | .357 | .786 | 7,2  | 1,5  | 0,7 | 2,0 | 18,1 |
| 2017–2018  | New York Knicks    | 48  | 48  | 32,4 | .439 | .395 | .793 | 6,6  | 1,2  | 0,8 | 2,4 | 22,7 |
| 2018–2019  | Dallas Mavericks   | 57  | 57  | 31,8 | .427 | .352 | .799 | 9,5  | 1,8  | 0,7 | 2,0 | 20,4 |
| 2019–2020  | Dallas Mavericks   | 43  | 43  | 30,9 | .476 | .376 | .855 | 8,9  | 1,6  | 0,5 | 1,3 | 20,1 |
| 2020–2021  | Dallas Mavericks   | 34  | 34  | 29,5 | .451 | .283 | .865 | 7,7  | 2,0  | 0,7 | 1,7 | 19,2 |
| 2021–2022  | Washington Wizards | 17  | 17  | 28,2 | .475 | .367 | .871 | 8,8  | 2,9  | 0,7 | 1,5 | 22,1 |
| 2022–2023  | Washington Wizards | 65  | 65  | 32,6 | .498 | .385 | .851 | 8,4  | 2,7  | 0,9 | 1,5 | 23,2 |
| 2023–2024† | Boston Celtics     | 57  | 57  | 29,6 | .516 | .375 | .858 | 7,2  | 2,0  | 0,7 | 1,9 | 20,1 |
| 2024–2025  | Boston Celtics     | 42  | 42  | 28,8 | .483 | .412 | .809 | 6,8  | 2,1  | 0,7 | 1,5 | 19,5 |
| Karrier    | Karrier            | 501 | 500 | 30,8 | .461 | .366 | .829 | 7,8  | 1,8  | 0,7 | 1,8 | 19,6 |

#### Rájátszás
| Év      | Csapat           | JM | KM | JP/M | MG%  | 3P%  | BD%  | LP/M | GP/M | L/M | B/M | P/M  |
| ------- | ---------------- | -- | -- | ---- | ---- | ---- | ---- | ---- | ---- | --- | --- | ---- |
| 2020    | Dallas Mavericks | 3  | 3  | 31,3 | .525 | .529 | .870 | 8.7  | 0,7  | 0,0 | 1,0 | 23,7 |
| 2021    | Dallas Mavericks | 7  | 7  | 33,3 | .472 | .296 | .842 | 5.4  | 1,3  | 1,3 | 0,7 | 13,1 |
| 2024†   | Boston Celtics   | 7  | 4  | 23,5 | .467 | .345 | .909 | 4,4  | 1,1  | 0,7 | 1,6 | 12,3 |
| 2025    | Boston Celtics   | 11 | 7  | 21,0 | .316 | .154 | .689 | 4,6  | 0,7  | 0,9 | 0,8 | 7,7  |
| Karrier | Karrier          | 28 | 21 | 25,8 | .430 | .313 | .798 | 5,2  | 1,0  | 0,9 | 1,0 | 11,9 |